# Continuitate uniformă
În matematică, și mai ales în analiză, condiția ca o funcție să fie uniform continuă este mai puternică decât continuitatea simplă, sau așa-zisă continuitate punctuală, și mai puțin puternică decât condiția de a fi lipschitziană. În mod intuitiv, distanța dintre valorile funcției dintre două puncte nu depinde de distanța punctelor înseși.

Continuitatea punctuală poate fi definită bunăoară în orice spațiu topologic. În schimb, continuitatea uniformă are nevoie de un spațiu uniform, deoarece definiția se bazează pe compararea mărimii vecinătăților.

## Definiție
Fie (X, d1), (Y, d2) două spații metrice, {\displaystyle f:X\to Y} o funcție. Se spune că f  e uniform continuă
{\displaystyle \iff \forall \epsilon >0\;\exists \delta =\delta (\epsilon )>0\;|\;\forall x_{0}\in X,d_{1}(x,x_{0})<\delta \implies d_{2}(f(x),f(x_{0}))<\epsilon }.
Dacă {\displaystyle X,Y\subseteq \mathbb {R} }, atunci distanța este modulul, iar definiția devine: f  uniform continuă
{\displaystyle \iff \forall \epsilon >0\;\exists \delta =\delta (\epsilon )>0\;|\;\forall x_{0}\in X,|x-x_{0}|<\delta \implies |f(x)-f(x_{0})|<\epsilon }
Diferența dintre continuitate și continuitatea uniformă este că în cea dintâi {\displaystyle \delta =\delta (x_{0},\epsilon )}, deci depinde de punctul x_0 considerat, în timp ce aici avem că {\displaystyle \delta =\delta (\epsilon )}. Se dă definția de continuitate simplă pentru comparație – se va vedea că poziția quantificatorului universal {\displaystyle \forall x_{0}}, aparent arbitrară, este de fapt crucială:
f  continuă
{\displaystyle \iff \forall x_{0}\in X\forall \epsilon >0\;\exists \delta =\delta (x_{0},\epsilon )>0\;|\;|x-x_{0}|<\delta \implies |f(x)-f(x_{0})|<\epsilon }.

## Exemple
Exemplul clasic pentru a arăta că nu orice funcție este uniform continuă este {\displaystyle f(x)={\dfrac {1}{x}},\;f:(0,1]\to \mathbb {R} }, funcție continuă dar nu uniform continuă. Înainte de a se demonstra acest lucru, se arată că:
(1)
Fie {\displaystyle f:\mathbb {R} \to \mathbb {R} ,f(x)=x^{2}} e uniform continuă. Fie {\displaystyle \delta ={\dfrac {\epsilon }{2}}}. Din definiție,
{\displaystyle \forall \epsilon >0\;\exists \delta ={\dfrac {\epsilon }{2}}>0\;|\;\forall x_{0}\in \mathbb {R} ,|x-x_{0}|<{\dfrac {\epsilon }{2}}\implies |x^{2}-x_{0}^{2}|<\epsilon \implies }
{\displaystyle \implies |x+x_{0}||x-x_{0}|<|x+x_{0}|{\dfrac {\epsilon }{2}}\leq (|x|+|x_{0}|){\dfrac {\epsilon }{2}}<\epsilon .}
Deoarece s-a găsit un {\displaystyle \delta } astfel încât acesta este dependent doar de {\displaystyle \epsilon }, putem conclude că {\displaystyle f(x)=x^{2}} este uniform continuă.
(2)
Fie {\displaystyle f(x)={\dfrac {1}{x}},\;f:(0,1]\to \mathbb {R} }. Atunci, având fixat un oarecare x0,
{\displaystyle \forall \epsilon >0\exists \delta >0\;|\;|x-x_{0}|<\delta \implies |{\dfrac {1}{x}}-{\dfrac {1}{x_{0}}}|<\epsilon \implies }
{\displaystyle \implies {\dfrac {1}{x_{0}}}-\epsilon <{\dfrac {1}{x}}<{\dfrac {1}{x_{0}}}+\epsilon \implies }
{\displaystyle \implies {\dfrac {1-\epsilon x_{0}}{x_{0}}}<{\dfrac {1}{x}}<{\dfrac {1+\epsilon x_{0}}{x_{0}}}\implies }
{\displaystyle \implies {\dfrac {x_{0}}{1+\epsilon x_{0}}}<x<\min\{1,{\dfrac {x_{0}}{1-\epsilon x_{0}}}\}.}
Se ia {\displaystyle \min\{1,{\dfrac {x_{0}}{1-\epsilon x_{0}}}\}} deoarece funcția este definită doar între (0, 1], iar cel de-al doilea argument al operatorului {\displaystyle \min } poate potențial să iasă din intervalul considerat. Acum se caută cel mai bun {\displaystyle \delta } pentru care se respectă condițiile:
{\displaystyle x<{\dfrac {x_{0}}{1+\epsilon x_{0}}}\implies x-x_{0}<{\dfrac {x_{0}}{1+\epsilon x_{0}}}-x_{0}={\dfrac {\epsilon x_{0}^{2}}{1+\epsilon x_{0}}}=\delta .}
Este asftel clar că {\displaystyle \delta } depinde de x_0 iar f nu e uniform continuă.